# Vango (pesce)
Vango è un genere estinto di pesci ossei appartenente alla famiglia dei Chanidae, vissuto durante il Cretaceo superiore. I suoi fossili sono stati ritrovati nella zona del Lac Kinkony (Membro Lac Kinkony) della Formazione Maevarano, in Madagascar. La specie tipo è Vango fahiny.

## Scoperta e denominazione
I resti attribuiti a Vango da Murray e colleghi (2023) includono opercoli, iomandibole, frontali, basioccipitali e altri resti parziali riferibili a Gonorynchiformes, provenienti dalla Formazione Maevarano, e probabilmente appartenenti anch'essi al genere Vango.
Lo studioso Matt Friedman fu il primo a riconoscere la presenza di una specie di gonorinchiforme nella fauna della Formazione di Maevarano. Successivamente, Murray e colleghi (2023) descrissero e denominarono la specie Vango fahiny.

## Descrizione
Vango condivide alcune somiglianze con l’attuale Chanos chanos, ma se ne distingue facilmente per numerosi tratti morfologici. Tra questi, il basioccipitale e la mascella sono relativamente più corti rispetto a quelli di C. chanos, mentre l’opercolo è più rotondeggiante e presenta un processo auricolare più corto.